# Edmond Henry (homme politique)
Pour les articles homonymes, voir Edmond Henry et Henry.
Edmond Henry, né le 30 août 1839 à Caen et mort le 15 novembre 1905 à Paris, est un journaliste et un homme politique français. Il est député du Calvados.

## Biographie
Edmond Henry est né à Caen le 29 août 1839. Il s'engage en politique en 1869 au sein du comité anti-plébiscitaire du Calvados. Au lendemain de la proclamation de la troisième République, il fonde le comité républicain du département. Il fonde ensuite l'organe du comité, le journal de Caen,. Fort de ses convictions républicaines, il se présente lors des élections de 1881 dans la première circonscription du Calvados. Il bat largement le candidat conservateur. Il est présent sur la liste républicaine lors des élections de 1885 mais c'est la liste conservatrice qui est élue. Il se présente une dernière fois en 1889 contre son gré car « Ayant peu de goût pour la politique en elle-même, je ne voulais plus être candidat ». Face à deux candidats conservateurs, il est battu de peu par Auguste Engerand. Il se retire alors de la politique. Il apporte son soutien lors du législative partielle en 1894 à Louis Doynel de Saint-Quentin.
Il meurt à Paris le 15 novembre 1905.

## Sources
- « Edmond Henry (homme politique) », dans Adolphe Robert et Gaston Cougny, Dictionnaire des parlementaires français, Edgar Bourloton, 1889-1891 [détail de l’édition]